# Estaing (AOC)
Pour les articles homonymes, voir Estaing.
L’estaing est un vin français, protégé par une appellation d'origine contrôlée, produit dans le département de l'Aveyron, situé dans la région Occitanie. Estaing était jusqu'en novembre 2011 le plus petit VDQS de France. Si l'obtention du label n'a pas entrainé de nouvelles plantations, il a favorisé le maintien de ce vignoble.

## Histoire

### Moyen Âge
Un premier vignoble fut implanté par les comtes d'Estaing au Xe siècle. On retrouve sa trace à la fin du XIVe siècle, puisqu'en 1399 des textes signalent à nouveau la présence de la vigne à Estaing.

### Période moderne
Il faut attendre le milieu du XVIIe siècle, pour avoir une idée sur l'importance du vignoble estagnol. En 1659, il est recensé pour l'imposition de la taille 4 203 journées de travail dans le vignoble, ce qui correspond à une superficie de 140 hectares. Le prix du vin n'ayant cessé d'augmenter depuis la Révolution, en 1835, les surfaces ont augmenté et atteignent 228 hectares. Cette production de vin, qui représentait la moitié du revenu des petites exploitations, est échangée ou vendue aux habitants de la Viadène de l'Aubrac, du Cantal et de la Lozère.

### Période contemporaine
Tout va diamétralement être modifié avec le phylloxéra qui provoqua la régression des surfaces plantées en vignes. Déjà, l'oïdium avait fait son apparition vers 1850. Seuls les plus nantis avaient pu se payer les premiers traitements au soufre et au cuivre. En 1884, une récolte nulle à Estaing, entraîna un départ massif des plus démunis et la disparition de beaucoup de petites productions paysannes. De 1887 à 1889, le mildiou et le black-rot dévastèrent ce qui restaient de vignoble.
Évolution du vignoble estagnol du milieu du XIXe siècle au début du XXe
| Année      | 1837     | 1862   | 1884   | 1896   | 1900     | 1913     |
| ---------- | -------- | ------ | ------ | ------ | -------- | -------- |
| Superficie | 227 ha   | 227 ha | 227 ha | 60 ha  | 100 ha   | 145 ha   |
| Récolte    | 4 500 hl | 8 172  | 0 hl   | 800 hl | 3 000 hl | 4 350 hl |

Sous l'impulsion d'un ecclésiastique, l'abbé Belloc, le vignoble fut replanté avec des plants greffés sur porte-greffes américains résistants au phylloxéra. Le negret fut abandonné au profit du gamay, des pinots  et mansoi (fer servadou).
La première demande d'une nouvelle labellisation fut déposée en 1942. Elle concernait trois vignobles : Entraygues, Estaing et Marcillac. La préservation de l'appellation d'origine fut obtenue en 1945. Mais l'élevage permettant de vivre plus correctement, elle fut inutilisée sur place.
Une nouvelle crise liée à une surproduction générale et à une mévente désorganisa ce vignoble. Sa superficie baissa. De 145 hectares en 1913, il s'était réduit à 55 hectares cinquante ans plus tard. De plus la quasi-totalité des vignes fut anéantie par le gel sibérien de 1956. Il fallut qu'un groupe de paysans décida d'améliorer leurs vins avec des cépages différents pour qu'en 1963, une nouvelle demande de préservation fut déposée pour les appellations Estaing et Entraygues et Le Fel. Cela leur fut accordé en novembre 1965. La première labellisation eut lieu en 1967 avec la récolte 1966. Elle concernait une vingtaine de paysans producteurs qui avait vinifié 140 hectolitres sur les 5 hectares classés. Ils étaient réunis en un syndicat de défense des vins VDQS Estaing qui devint gestionnaire du cahier des charges attaché au label.
Avec l'arrivée de ce nouveau millénaire, l'espoir renaît à nouveau. Le vignoble se reconstitue hectare par hectare et la construction d'une nouvelle cave pour les vignerons d'Olt est programmée ce qui laisse entrevoir l'extension de la zone de production.
Même si la vigne n'est qu'un simple complément de revenu, un nouvel élan à la viticulture de la vallée du Lot a été redonné grâce l'étude réalisée par Véronique Dubray, en 1998. Elle a fait prendre conscience et remettre à l'honneur le patrimoine viti-vinicole qui existait encore sur place et l'a fait sortir de l'oubli.

## Situation géographique

### Orographie
Le vignoble est implanté sur les pentes de la vallée encaissée du Lot aux alentours d'Estaing. Compte tenu du relief, le vignoble n'a pas beaucoup évolué depuis le XVIIe siècle. Les rares plantations utilisent encore les nombreuses terrasses toujours visibles à flanc de coteau. En dépit de la faible altitude, 300 mètres, ce paysage est de type montagnard.

### Géologie
Cette activité viticole a trouvé son terrain de prédilection dans un terroir composé de coteaux de schiste et de plateaux de calcaire profondément entamés par l'Olt (la rivière Lot) ainsi que sur les Boraldes descendues des plateaux de l'Aubrac.

### Climatologie
Dans toute cette vallée du Massif central, règne, surtout en été, une influence microclimatique de type méditerranéenne fortement perturbée par l'influence climatique montagnarde. Selon les données fournies, depuis 1965, par la station Météo-France de Millau Soulobres, la vigne peut subir un différentiel de température de 40 °C .
| Température la plus basse        | -17,5 °C                        |
| Jour le plus froid               | 16 janvier 1985                 |
| Année la plus froide             | 1980                            |
| Température la plus élevée       | 37,5 °C                         |
| Jour le plus chaud               | 30 juillet 1983 et 16 août 1987 |
| Année la plus chaude             | 1997                            |
| Hauteur maximale de pluie en 24h | 115 mm                          |
| Jour le plus pluvieux            | 26 septembre 1992               |
| Année la plus sèche              | 1967                            |
| Année la plus pluvieuse          | 1969                            |

## Vignoble
Sur l'aire de l'appellation, en 1997, il ne restait plus que 54 hectares de vigne dont seulement 14 classées en VDQS. Ces chiffres sont à comparer avec les 1 200 hectares du vignoble estagnol au XIXe siècle. En 2000, la production labellisée atteignit 686 hectolitres.

### Présentation
Le vignoble s'étend sur les communes de Coubisou, Estaing et Sébrazac.

### Encépagement
Le cépage dominant après avoir été le negret avec un peu de « saumonces » (mansoi ou fer servadou) a été profondément modifié. De nos jours les différents cépages utilisés sont : 
1. Pour les vins blancs le mauzac et le chenin.
2. Pour les vins rouges, gamay, pinot, cabernet franc et cabernet sauvignon, fer servadou (mansoi), négret de Banhars, merlot, jurançon, abouriou[3].

### Méthodes culturales
En constante diminution depuis le début du XXe siècle, le vignoble, qui reste implanté à flanc de coteau comporte 5 000 ceps à l'hectare. Quant à celui situé sur des terrasses, il est peu mécanisable et la densité des ceps plafonne entre 2 500 et 4 000 à l'hectare.

### Terroir et vins
La rudesse du paysage et du climat imposent que seuls les adrets soient réservés à la vigne, tandis que les ubacs boisés sont réservés aux châtaigniers. Les vignes, qui s'accrochent aux pentes abruptes des vallées du Lot et de la Truyère, donnent des vins blancs secs à base de chenin et d'un peu de mauzac, qui se parent d'une couleur jaune pâle. Là aussi s'élaborent des vins rouges typés par leurs cépages. Ces vins à base de gamay, cabernets et fer servadou se parent d'une belle robe rubis irisée de violet.

### Structure des exploitations
La cave Les Vignerons d'Olt, la plus petite cave coopérative de France est née en 1997, elle regroupe 10 viticulteurs, paysans viticulteurs et paysans vignerons et 11 ha de la surface classée en VDQS Estaing. Le volume labellisé pour la récolte 1999 est de 488 hl.
Les vignerons indépendants sont au nombre de quatre, deux à Estaing et deux à Sébrazac en 1999 ils ont produit près de 198 hl grâce à 3 ha de vigne.
Tous sont convaincus que leur avenir passe par toutes les facettes de leur activité, ils travaillent perpétuellement pour allier l’aspect économique, environnemental, et sociétal. Toutes les décisions prises au quotidien concernant la gestion de la Coopérative incluent systématiquement les impacts, volontaires ou involontaires, que ceux-ci pourraient avoir sur l’environnement et les populations. Cette prise en compte permanente de la société humaine et de l’environnement qui transparait des actions de la Coopérative, prend sa source chez ses agriculteurs, coopérateurs passionnés et attachés à leurs terres, ils mettent en commun leur capacité financière, et technique mais partagent, avant tout, des valeurs fortes de respect et de rigueur.

### Type de vins et gastronomie
Issus de gamay, les rouges aux arômes fruités, seront à boire jeunes. Ceux où dominent le cabernet, aux senteurs de poivron vert, atteindront leur apogée entre 3 et 5 ans. Les vins blancs, secs et fruités, sont équilibrés avec un arrière goût de pierre à fusil.

### Commercialisation
Dans une conjoncture difficile, 

### L'appellation d'origine Estaing obtient l'AOC
Le 3 novembre 2011, le cahier des charges de l'AOC préservant l'appellation Estaing est homologué par décret.
Après le demi-siècle de travail acharné de deux générations de vignerons pour préserver ce patrimoine de la vallée du Lot, les vins appelés « estaing » sont commercialement protégés et profitent de la visibilité du label AOC.